# 스코틀랜드의 수호자

알락산다르 3세가 사망한 이후 사용된 스코틀랜드 정부 인장.

스코틀랜드의 수호자(Guardian of Scotland)는 스코틀랜드의 중세사에서 제1, 2차 공위기(각각 1290년-1292년, 1296년-1306년) 동안 사실상 스코틀랜드의 국가원수 권한대행이었던 귀족들에게 주어진 칭호이다. 공위기 이후로도 많은 수호자들이 존재했고, 이들의 존재는 스코틀랜드의 정치사적 발전에 튼 걸림돌이 되었다.

## 제1차 공위기 스코틀랜드의 수호자
- 세인트앤드루스 주교 윌리엄 프레이저
- 글래스고 주교 로버트 위샤르트
- 바데노크 영주 존 2세 코민
- 제5대 스코틀랜드 궁내대신 제임스 스튜어트
- 제2대 부칸 백작 알락산다르 코민
- 피페 백작 돈카드 3세

이상 명단은 1290년 솔즈베리 조약을 조인한 스코틀랜드 의회 자리에서 작성된 서한(고프랑스어로 쓰임)에서 확인할 수 있다.

## 제2차 공위기 스코틀랜드의 수호자
- 앤드루 모레이 (1297년)
- 윌리엄 월리스 (1297–1298)
- 캐릭 백작 로버트 브루스 (1298년–1300년)
- 바데노크 영주 존 3세 코민 (1298년–1300년, 1302년–1304년)[2]
- 세인트앤드루스 주교 윌리엄 램버튼 (1299년–1301년)
- 잉그램 드 움프라빌 (1300년–1301년)
- 존 드 소울레스 (1301년–1304년)
- 제4대 리치먼드 백작 브르타뉴의 장 (1305년–1307년; 1307년–? ) - 에드워드 1세의 조카로서 처음 임명하고 에드워드 2세가 재신임함

## 공위기 이후 스코틀랜드의 수호자
로버트 1세 사후 데이비드 2세 치세때까지의 수호자들.
- 제1대 모레이 백작 토머스 랜돌프 (1329년–1332년). 1318년 정착법에 의해 임명
- 마르 백작 돔날 2세 (1332년, 열흘 재임함)
- 앤드루 모레이 (1332년–1333년) 재임 중 잉글랜드군에 포로로 잡힘.
- 아치볼드 더글러스 (1333년, 3개월 재임함)
- 앤드루 모레이 (1335년-1338년)
- 로버트 스튜어트: 데이비드 2세의 조카(나이는 더 많음)이자 차기 스코틀랜드 국왕. 네빌스크로스 전투(1345–1357)에서 데이비드 2세가 잉글랜드군에 포로로 잡히자 11년간 왕권을 대행했다(1345년–1357년).

## 같이 보기
- 스코틀랜드의 역사

## 참고 자료
- Mack, James Logan (1926). The Border Line. Pub. Oliver & Boyd. pp. 317–322.
- McNaught, Duncan (1912). Kilmaurs Parish and Burgh. Pub. A.Gardner. p. 9.